# شو های‌چیائو
شو های‌چیائو (چینی ساده: 徐海乔; چینی سنتی: 徐海喬; پین‌یین: Xú Hǎiqiáo؛ زادهٔ ۱۷ آوریل ۱۹۸۳) همچنین با نام جو شو (انگلیسی: Joe Xu) نیز شناخته می‌شود، بازیگر اهل چین است. از آثاری که در آنها ایفای نقش کرده است می‌توان به تأسیس یک حزب اشاره کرد. او از آکادمی تئاتر شانگهای فارغ‌التحصیل شده است.